# 城北线 (JR东海交通事业)
城北線（日语：／ Jōhoku sen */?）是一條連結愛知縣春日井市的勝川站至愛知縣清須市的枇杷島站，屬於JR東海交通事業的鐵路線。

## 概要
舊日本鐵道建設公團（鐵建公團）主要幹線（C線）建設線的瀨戶線一部分完工而開業。全線是高架線，勝川站－小田井站間沿名古屋第二環狀自動車道的高架南側行走。除了導向巴士等以外是愛知縣內唯一非電氣化旅客鐵道路線。
味美站附近與小牧線、小田井站附近與犬山線以及名古屋市營地下鐵鶴舞線以高高架（多重高架）方式交差。城北線的小田井站與犬山線、鶴舞線的上小田井站之間徒步達5分鐘，味美站與小牧線的味美站更因距離太遠而不設置聯絡通道，因此沒有轉乘站機能。
由於班次甚少而車費高昂，加上原其他路線接續不便，2017年度的輸送密度只有約520人/日。

## 路線資料
- 管轄（事業類別）
  - 東海交通事業（第二種鐵道事業者）
  - 東海旅客鐵道（第一種鐵道事業者）：東海旅客鐵道只保有設施，不作列車運行。
- 路線距離（營業距離）：11.2公里
- 軌距：1067毫米
- 站數：6個（包括起終點站）
- 複線路段：全線（但是，勝川站構內與枇杷島站構內一部分是單線）
- 電氣化路段：沒有（全線非電氣化（日语：非電化））
- 閉塞方式：自動閉塞式
- 保安裝置：ATS-ST

## 車站列表
所有車站都位於愛知縣。
| 中文站名   | 日文站名 | 英文站名 | 站間營業距離 | 累計營業距離 | 接續路線                  | 所在地        |
| ---------- | -------- | -------- | ------------ | ------------ | ------------------------- | ------------- |
|            |          |          |              |              |                           |               |
| 勝川       |          |          | -            | 0.0          | 東海旅客鐵道： 中央本線   | 春日井市      |
| 味美       |          |          | 1.8          | 1.8          |                           | 春日井市      |
| 比良       |          |          | 2.7          | 4.5          |                           | 名古屋市 西區 |
| 小田井     |          |          | 2.2          | 6.7          |                           | 名古屋市 西區 |
| 尾張星之宮 |          |          | 2.6          | 9.3          |                           | 清須市        |
| 枇杷島     |          |          | 1.9          | 11.2         | 東海旅客鐵道： 東海道本線 | 清須市        |

- 味美站－比良站間通過名古屋市北區，但沒有在該路段設站。
- 除枇杷島站以外是無人站。枇杷島站由東海交通事業的職員執行車站業務，但是屬於JR東海業務委託，實質上是全線無人站。
- 枇杷島站的城北線月台設於東海道本線的貨物專用別線稻澤線（日语：稲沢線）上。
- 月台的站名牌與母公司JR東海採用同樣的形式，以橘色間條線顯示。
- 勝川站與枇杷島站以外的中間站，與其他路線（名鐵、地下鐵）的車站距離太遠無法轉乘。其他路線（名鐵、地下鐵）也不將城北線列入轉乘導覽內。